# Stare Guty (województwo warmińsko-mazurskie)
Stare Guty (nazwa niemiecka Gutten) – wieś w Polsce położona w województwie warmińsko-mazurskim, w powiecie piskim, w gminie Pisz.
W latach 1975–1998 miejscowość położona była w województwie suwalskim.